# Jouhe
Jouhe é uma comuna francesa na região administrativa de Borgonha-Franco-Condado, no departamento de Jura. Estende-se por uma área de 5,96 km². Em 2010 a comuna tinha 620 habitantes (densidade: 104 hab./km²).